# Ipomoea beyeriana
Ipomoea beyeriana är en vindeväxtart som beskrevs av Ignatz Urban. Ipomoea beyeriana ingår i släktet praktvindor, och familjen vindeväxter. Inga underarter finns listade i Catalogue of Life.